# Lodewijk van Egmont
Lodewijk van Egmont (1600 - Saint-Cloud, 27 juni 1654) was de achtste graaf van Egmont en de vijfde prins van Gavere en heer van Zottegem.
Lodewijk was de zoon van Karel, zevende graaf van Egmont en Maria van Lens en dus de kleinzoon van de roemruchte Lamoraal van Egmont. Zijn vader overleed in 1620 waarna Lodewijk hem opvolgde.
In 1621 trouwde hij met Maria Margaretha van Berlaymont (en verwierf zo de baronie Schorisse). Samen kregen zij een zoon Lodewijk Filips (1630 - 1682) die zijn vader in 1654 als negende graaf van Egmont opvolgde. In 1624 werd hij tot ridder van het Orde van het Gulden Vlies benoemd door Filips IV van Spanje. In 1628 stichtte hij het klooster van Péruwelz.
In 1632 sloot Lodewijk zich aan bij de rebellen, die onder leiding van graaf Hendrik van den Bergh de wapens opnamen tegen de Spaanse troepen. Na hun nederlaag trok Lodewijk met zijn gezin in 1634 in ballingschap naar Parijs. Op 15 juni 1639 werd hij bij verstek veroordeeld tot de dood door onthoofding, dezelfde straf die zijn grootvader Lamoraal 80 jaar voordien, in 1568 had ondergaan. Net als bij Lamoraal werden ook bij Lodewijk alle goederen van de Egmonts verbeurd verklaard. Lodewijk vluchtte naar Engeland; hij was in 1641 aanwezig op het huwelijk van Willem II van Oranje en Maria Henriëtte Stuart. Hij keerde in 1651 uit Engeland terug.
Het is nog onduidelijk of en wanneer Lodewijk gratie verkreeg, en of hij nog terugkeerde naar de Nederlanden (waarschijnlijk niet, gezien hij in Saint-Cloud (Fr.) overleden is), maar zijn zoon Lodewijk Filips van Egmont volgde in elk geval zijn vader op als graaf van Egmont en prins van Gavere.

## Voorouders
| Voorouders van Lodewijk van Egmont | Voorouders van Lodewijk van Egmont                                          | Voorouders van Lodewijk van Egmont                                          | Voorouders van Lodewijk van Egmont                                          | Voorouders van Lodewijk van Egmont                                          | Voorouders van Lodewijk van Egmont                                   | Voorouders van Lodewijk van Egmont                                   | Voorouders van Lodewijk van Egmont                                   | Voorouders van Lodewijk van Egmont                                   |
| ---------------------------------- | --------------------------------------------------------------------------- | --------------------------------------------------------------------------- | --------------------------------------------------------------------------- | --------------------------------------------------------------------------- | -------------------------------------------------------------------- | -------------------------------------------------------------------- | -------------------------------------------------------------------- | -------------------------------------------------------------------- |
| Overgrootouders                    | Jan IV van Egmont (1499-1528) ∞ 1516 Francisca van Luxemburg (-1557)        | Jan IV van Egmont (1499-1528) ∞ 1516 Francisca van Luxemburg (-1557)        | Johan II van Palts-Simmern (1492-1557) ∞ 1508 Beatrix van Baden (1492-1535) | Johan II van Palts-Simmern (1492-1557) ∞ 1508 Beatrix van Baden (1492-1535) | ? (-) ∞ ? (-)                                                        | ? (-) ∞ ? (-)                                                        | ? (-) ∞ ? (-)                                                        | ? (-) ∞ ? (-)                                                        |
| Grootouders                        | Lamoraal van Egmont (1522-1568) ∞ 1544 Sabina van Palts-Simmern (1528-1578) | Lamoraal van Egmont (1522-1568) ∞ 1544 Sabina van Palts-Simmern (1528-1578) | Lamoraal van Egmont (1522-1568) ∞ 1544 Sabina van Palts-Simmern (1528-1578) | Lamoraal van Egmont (1522-1568) ∞ 1544 Sabina van Palts-Simmern (1528-1578) | Gilles de Lens Aubigny (1540-1616) ∞ Elonore de Douvrain (1540-1603) | Gilles de Lens Aubigny (1540-1616) ∞ Elonore de Douvrain (1540-1603) | Gilles de Lens Aubigny (1540-1616) ∞ Elonore de Douvrain (1540-1603) | Gilles de Lens Aubigny (1540-1616) ∞ Elonore de Douvrain (1540-1603) |
| Ouders                             | Karel II van Egmont (1567-1620) ∞ Maria van Lens (1528-1578)                | Karel II van Egmont (1567-1620) ∞ Maria van Lens (1528-1578)                | Karel II van Egmont (1567-1620) ∞ Maria van Lens (1528-1578)                | Karel II van Egmont (1567-1620) ∞ Maria van Lens (1528-1578)                | Karel II van Egmont (1567-1620) ∞ Maria van Lens (1528-1578)         | Karel II van Egmont (1567-1620) ∞ Maria van Lens (1528-1578)         | Karel II van Egmont (1567-1620) ∞ Maria van Lens (1528-1578)         | Karel II van Egmont (1567-1620) ∞ Maria van Lens (1528-1578)         |
| Lodewijk van Egmont (1600-1654)    |                                                                             |                                                                             |                                                                             |                                                                             |                                                                      |                                                                      |                                                                      |                                                                      |